# Iglesia cristiana católica de Suiza

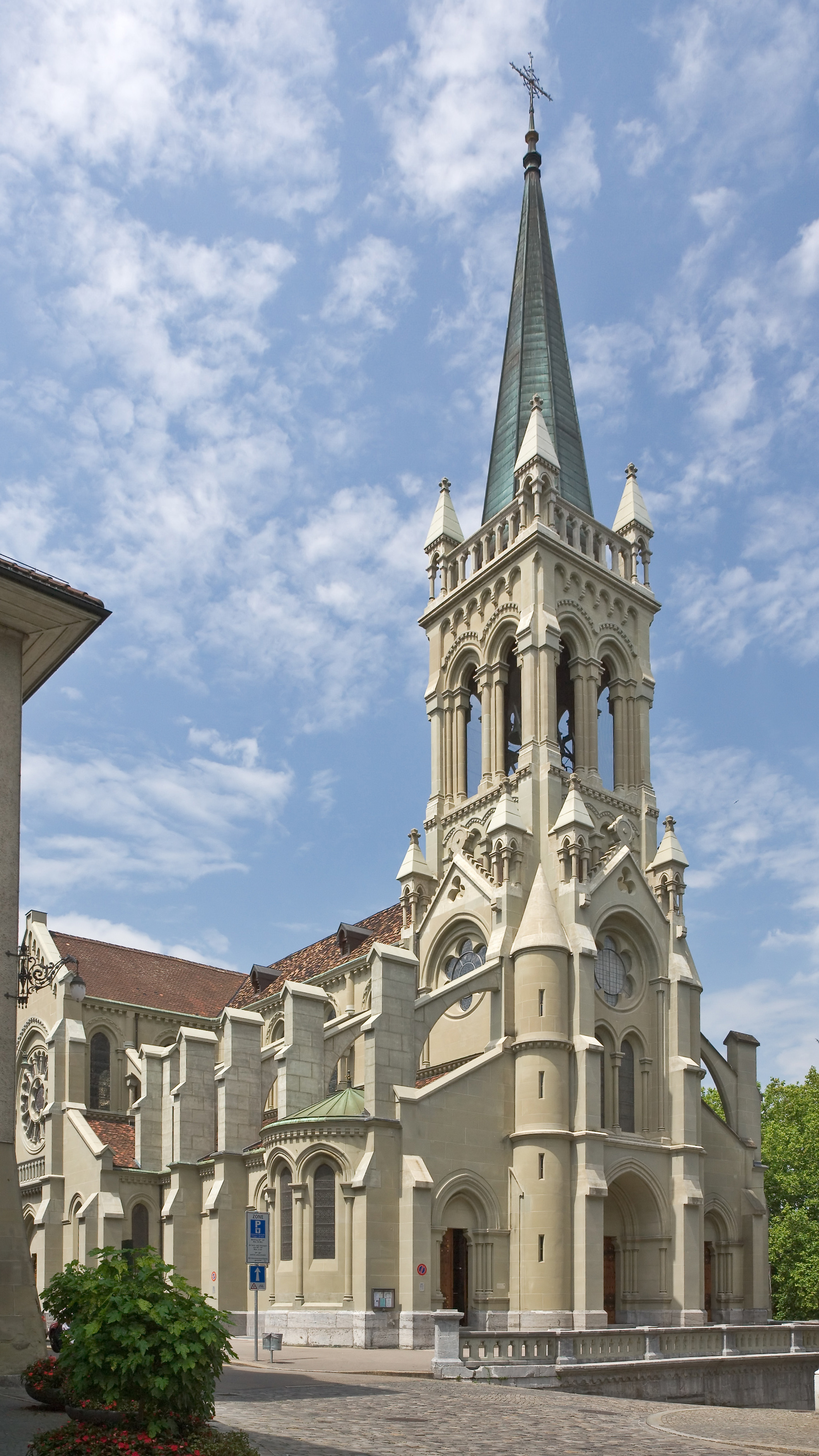
Catedral de San Pedro y San Pablo en Berna

La Iglesia Cristiana Católica de Suiza es una denominación de la Iglesia Católica Antigua en Suiza. Esta denominación es parte de la Unión de Utrecht (Católica Antigua).

## Historia
En 1871, la comunidad católica de Zúrich planeó construir una iglesia para conmemorar la iglesia abacial agustiniana de la década de 1270. Como toda la comunidad fue excomulgada de la Iglesia Católica por negarse a aceptar el Primer Concilio Vaticano, la Augustinerkirche en Münzplatz se convirtió en su iglesia parroquial actual. Ferdinand Stadler (1813-1870), un arquitecto nacido en Zúrich, fue encargado de la construcción del nuevo edificio de la iglesia.
En febrero de 2000, Denise Wyss fue ordenada dentro de la Iglesia Cristiana Católica de Suiza, como la primera sacerdotisa católica antigua de Suiza.
Entre 1970 y 1990, la membresía de la Iglesia Cristiana Católica disminuyó de 20,268 a solo 11,748 miembros. Los datos de los últimos censos muestran que el envejecimiento de la población es un problema mucho mayor para la Iglesia Cristiana Católica que para las otras iglesias nacionales. Sin embargo, contrario a la tendencia de salidas de la iglesia de las dos grandes iglesias nacionales, la Iglesia Cristiana Católica ha registrado nuevamente un aumento constante en la membresía desde 1990. Entre 1990 y 2000, el número de miembros creció en más del 13%, de 11,748 a 13,312.
En 2009, el obispo Harald Rein fue elegido como el líder de la iglesia. Antes de esto, se desempeñó como párroco y como vicario general de la iglesia. El 12 de septiembre de 2009, fue consagrado en Zúrich por el arzobispo Joris Vercammen de Utrecht. En agosto de 2020, se permitieron los matrimonios entre personas del mismo sexo en la Iglesia Cristiana Católica de Suiza.

## Ecumenismo
En el ecumenismo, la Iglesia Cristiana Católica de Suiza es miembro a nivel nacional de la Asociación de Iglesias Cristianas en Suiza, y a nivel internacional de la Conferencia de Iglesias Europeas y el Consejo Mundial de Iglesias. A nivel nacional, la Comisión de Diálogo de las Iglesias Cristiana Católica y Romana en Suiza (CRGK) existe desde 1966.
A nivel internacional, dentro del marco de los diálogos ecuménicos de la Unión de Utrecht, la Iglesia Cristiana Católica estuvo representada en el Diálogo E. Ortodoxo-Católico Antiguo en todas las reuniones desde 1975 hasta 1987; en la Comisión de Diálogo Internacional entre Católicos Romanos y Católicos Antiguos (IRAD), el obispo cristiano católico ejerció la función de copresidente desde 2004 hasta 2009.
Los teólogos cristiano católicos también están significativamente involucrados en las comisiones de diálogo actuales (internacionales) de la Unión de Utrecht para el Diálogo con Roma, con el Patriarcado Ecuménico, la Iglesia de Suecia y la Iglesia Mar Thoma de India.